# Saison 1984-1985 du Stade lavallois
Chronologie
Saison précédente Saison suivante
La saison 1984-1985 du Stade lavallois est la 83e saison de l'histoire du club. Les Mayennais sont engagés dans trois compétitions : la Division 1 (8e participation), la Coupe de France et la Coupe de la Ligue.

## Effectif et encadrement

### Transferts
| Nom                  | Nationalité          | Poste     | Transfert | Provenance/Destination | Division              |
| -------------------- | -------------------- | --------- | --------- | ---------------------- | --------------------- |
| Arrivées             |                      |           |           |                        |                       |
| Patrick Delamontagne | France               | Milieu    |           | Stade rennais FC       | Division 1 (D1)       |
| Pedro Pedrucci       | Uruguay              | Milieu    |           | Nacional               | Primera División (D1) |
| Marcel De Falco      | France               | Attaquant |           | Paris Saint-Germain FC | Division 1 (D1)       |
| Thierno Youm         | Sénégal              | Attaquant |           | ASC Diaraf             | Division 1 (D1)       |
| Départs              |                      |           |           |                        |                       |
| Robert Buigues       | France               | Milieu    |           | FC Grenoble Dauphiné   | Division 2 - B (D2)   |
| Jean-Paul Rabier     | France               | Milieu    |           | RC Lens                | Division 1 (D1)       |
| José Souto           | France               | Milieu    |           | RC Strasbourg          | Division 1 (D1)       |
| Klaus-Dieter Jank    | Allemagne de l'Ouest | Attaquant |           | Retraite sportive      |                       |
| Karl Thordarsson     | Islande              | Attaquant |           | ÍA Akranes             | Úrvalsdeild (D1)      |

## Matchs de la saison

### Division 1
| Date                       | Journée | Adversaire               | Lieu | Score | Buteurs du club                                 | Class. | Affluence        |
| -------------------------- | ------- | ------------------------ | ---- | ----- | ----------------------------------------------- | ------ | ---------------- |
| Vendredi 17 août 1984      | J01     | FC Tours                 | Ext. | 1 - 1 | De Falco 61e                                    |        | 11.792           |
| Mardi 21 août 1984         | J02     | AJ Auxerre               | Dom. | 2 - 1 | Goudet 14e, Delamontagne 28e                    |        | 12.170           |
| Vendredi 24 août 1984      | J03     | FC Metz                  | Ext. | 2 - 0 | Goudet 56e, Pedrucci 75e                        |        | 8.242            |
| Mardi 28 août 1984         | J04     | RC Lens                  | Dom. | 1 - 3 | Pedrucci 1re                                    |        | 14.470           |
| Vendredi 31 août 1984      | J05     | FC Sochaux-Montbéliard   | Ext. | 0 - 2 | -                                               |        | 6.500 ou 6.603   |
| Vendredi 7 septembre 1984  | J06     | FC Rouen                 | Dom. | 2 - 0 | De Falco 59e, Goudet 82e                        |        | 7.474            |
| Mardi 11 septembre 1984    | J07     | RC Paris                 | Ext. | 0 - 2 | -                                               |        | 8.177            |
| Vendredi 21 septembre 1984 | J08     | RC Strasbourg            | Dom. | 2 - 1 | Delamontagne 39e, Zanko 46e                     |        | 6.394            |
| Mardi 25 septembre 1984    | J09     | Olympique de Marseille   | Ext. | 0 - 0 | -                                               |        | 11.644           |
| Vendredi 28 septembre 1984 | J10     | AS Monaco                | Ext. | 0 - 0 | -                                               |        | 2.753            |
| Samedi 6 octobre 1984      | J11     | Toulouse FC              | Dom. | 3 - 3 | Pedrucci 8e 55e, Bozon 90e                      |        | 5.649            |
| Mardi 16 octobre 1984      | J12     | AS Nancy-Lorraine        | Ext. | 3 - 2 | Delamontagne 3e, Stefanini 37e, Sène 75e        |        | 5.817            |
| Vendredi 19 octobre 1984   | J13     | Lille OSC                | Dom. | 1 - 1 | De Falco 3e                                     |        | 6.043            |
| Vendredi 26 octobre 1984   | J14     | SC Toulon                | Ext. | 1 - 1 | Delamontagne 32e                                |        | 3.667            |
| Vendredi 2 novembre 1984   | J15     | FC Nantes                | Dom. | 0 - 1 | -                                               |        | 19.255           |
| Vendredi 9 novembre 1984   | J16     | Brest Armorique FC       | Ext. | 0 - 3 | -                                               |        | 8.000            |
| Mardi 13 novembre 1984     | J17     | Paris Saint-Germain FC   | Dom. | 0 - 0 | -                                               |        | 8.068            |
| Samedi 24 novembre 1984    | J18     | FC Girondins de Bordeaux | Ext. | 2 - 5 | Rohr 36e (csc), Pedrucci 78e                    |        | 16.000           |
| Samedi 1er décembre 1984   | J19     | SEC Bastia               | Dom. | 2 - 1 | Zanko 1re, Sène 84e                             |        | 4.932            |
| Samedi 15 décembre 1984    | J20     | AJ Auxerre               | Ext. | 1 - 2 | Faucher 75e                                     |        | 7.000 ou 9.661   |
| Vendredi 21 décembre 1984  | J21     | FC Metz                  | Dom. | 1 - 4 | Sène 56e                                        |        | 5.010            |
| Samedi 19 janvier 1985     | J22     | RC Lens                  | Ext. | 0 - 3 | -                                               |        | 5.983 ou 9.932   |
| Samedi 26 janvier 1985     | J23     | FC Sochaux-Montbéliard   | Dom. | 2 - 1 | Sène 27e, Delamontagne 39e                      |        | 3.479            |
| Samedi 2 février 1985      | J24     | FC Rouen                 | Ext. | 0 - 2 | -                                               |        | 4.972            |
| Vendredi 1er mars 1985     | J27     | Olympique de Marseille   | Dom. | 4 - 2 | Paillard 7e, Delamontagne 11e 89e, · Goudet 26e |        | 3..636           |
| Vendredi 8 mars 1985       | J26     | RC Strasbourg            | Ext. | 0 - 2 | -                                               |        | 6.318            |
| Vendredi 15 mars 1985      | J28     | AS Monaco                | Dom. | 0 - 0 | -                                               |        | 5.968            |
| Vendredi 22 mars 1985      | J29     | Toulouse FC              | Ext. | 1 - 1 | Delamontagne 11e                                |        | 3.776            |
| Mardi 26 mars 1985         | J30     | AS Nancy-Lorraine        | Dom. | 2 - 2 | Paillard 4e, Sène 88e                           |        | 2.000 ou 3.380   |
| Vendredi 29 mars 1985      | J25     | RC Paris                 | Dom. | 1 - 0 | Delamontagne 33e                                |        | 4.651            |
| Vendredi 5 avril 1985      | J31     | Lille OSC                | Ext. | 0 - 0 | -                                               |        | 5.000            |
| Vendredi 12 avril 1985     | J32     | SC Toulon                | Dom. | 1 - 0 | Paillard 61e                                    |        | 6.000 ou 7.000   |
| Vendredi 19 avril 1985     | J33     | FC Nantes                | Ext. | 0 - 2 | -                                               |        | 10.000 ou 12.000 |
| Mardi 23 avril 1985        | J34     | Brest Armorique FC       | Dom. | 0 - 0 | -                                               |        | 4.759 ou 5.000   |
| Mardi 7 mai 1985           | J35     | Paris Saint-Germain FC   | Ext. | 1 - 0 | Goudet 63e                                      |        | 5.000            |
| Mardi 14 mai 1985          | J36     | FC Girondins de Bordeaux | Dom. | 0 - 2 | -                                               |        | 11.054 ou 15.000 |
| Vendredi 24 mai 1985       | J37     | SEC Bastia               | Ext. | 0 - 1 | -                                               |        | 3.000 ou 4.000   |
| Mardi 28 mai 1985          | J38     | FC Tours                 | Dom. | 3 - 1 | Youm 45e 89e, Goudet 64e                        |        | 4.500            |

### Coupe de France
| Date                  | Tour            | Adversaire | Niveau  | Lieu   | Score | Buteurs du club | Affluence |
| --------------------- | --------------- | ---------- | ------- | ------ | ----- | --------------- | --------- |
| Samedi 9 février 1985 | 1/32e de finale | Lille OSC  | D1 (D1) | Neutre | 0 - 4 | -               | 3.616     |

### Coupe de la Ligue
| Date                     | Tour           | Adversaire               | Niveau  | Lieu   | Score | Buteurs du club                         | Affluence |
| ------------------------ | -------------- | ------------------------ | ------- | ------ | ----- | --------------------------------------- | --------- |
| Mardi 17 juillet 1984    | 2e tour - J01  | LB Châteauroux           | D2 (D2) | Dom.   | 2 - 0 | ?                                       | ?         |
| Vendredi 20 juillet 1984 | 2e tour - J02  | FC Girondins de Bordeaux | D1 (D1) | Ext.   | 0 - 5 | -                                       | ?         |
| Jeudi 26 juillet 1984    | 2e tour - J03  | FC Tours                 | D1 (D1) | Dom.   | 3 - 0 | ?                                       | ?         |
| Mardi 31 juillet 1984    | 2e tour - J04  | Limoges FC               | D2 (D2) | Ext.   | 0 - 0 | -                                       | ?         |
| Vendredi 3 août 1984     | 1/8e de finale | EA Guingamp              | D2 (D2) | Dom.   | 3 - 2 | Goudet ?, Delamontagne ?, Pedrucci ?    | ?         |
| Mardi 7 août 1984        | 1/4 de finale  | US Dunkerque             | D2 (D2) | Dom.   | 5 - 0 | ?                                       | ?         |
| Vendredi 10 août 1984    | 1/2 finale     | Brest Armorique FC       | D1 (D1) | Dom.   | 3 - 2 | Pedrucci ?, Paillard ?, Le Magueresse ? | ?         |
| Dimanche 9 octobre 1984  | Finale         | AS Monaco FC             | D1 (D1) | Neutre | 3 - 1 | Sène 60e, Sorin 62e, Paillard 65e       | 5.000     |

## Statistiques

### Statistiques collectives
| Compétition       | Débute au tour  | Termine         | Matches joués | Gagnés | Nuls | Perdus | Buts pour | Buts contre | Différence |
| ----------------- | --------------- | --------------- | ------------- | ------ | ---- | ------ | --------- | ----------- | ---------- |
| Division 1        | -               | 11e             | 38            | 12     | 12   | 14     | 39        | 52          | -13        |
| Coupe de France   | 1/32e de finale | 1/32e de finale | 1             | 0      | 0    | 1      | 0         | 4           | -4         |
| Coupe de la Ligue | 2e tour         | Vainqueur       | 8             | 6      | 1    | 1      | 19        | 10          | +9         |
| Total             | -               | -               | 47            | 18     | 13   | 16     | 58        | 66          | -8         |

## Affluences
L'affluence à domicile du Stade lavallois atteint une moyenne de 7353 spectateurs par match.